# Roupeldange
Roupeldange – miejscowość i gmina we Francji, w regionie Grand Est, w departamencie Mozela.
Według danych na rok 1990 gminę zamieszkiwało 387 osób, a gęstość zaludnienia wynosiła 154 osób/km² (wśród 2335 gmin Lotaryngii Roupeldange plasuje się na 672. miejscu pod względem liczby ludności, natomiast pod względem powierzchni na miejscu 1204.).